# Concord, New Hampshire
Concord je glavni grad američke savezne države New Hampshirea i sjedište okruga Merrimack, a prema popisu stanovništva iz 2000. imao je 40.687 stanovnika.
Concord je dom Franklin Pierce Law Centera, jedine pravne škole u saveznoj državi New Hampshire, a u gradu se nalazi i privatna srednja škola St. Paul's School.

## Povijest
Područje uz rijeku Merrimack, na kojem se danas nalazi Concord, prije nekoliko tisuća godina po prvi put su naselili Američki Indijanci. Široka prostranstva doline uz rijeku Merrimack, tlo pogodno za farme i povoljni uvjeti za brodski prijevoz Merrimackom učinili su područje privlačnim kolonistima iz engleskog govornog područja u 18. stoljeću. Imigranti iz Massachusettsa doselili su se na područje 1725., a zajednica se počela širiti tijekom 18. stoljeća. Neke od najstarijih kuća u gradu se nalaze i danas, a smještene su na sjevernom kraju glavne ulice Main Street. 1808. Concord je imenovan službenim sjedištem vlade New Hampshirea, a zgrada u kojoj se nalazi sjedište vlade izgrađena je 1819. i danas je najstarija zgrada sjedišta vlade neke američke savezne države u kojoj se sastanci održavaju u prostorijama koje su u izvornom stanju.
U prošlosti je grad bio poznat pod imenom  'Rumford' , koje je nosio kad je bio dio kolonije Massachusetts, a nastao je na mjestu indijanskog sela  'Pennacook'  glavnim središtem Indijanaca Pennacook.

## Vanjske poveznice
|  | Zajednički poslužitelj ima još gradiva o temi Concord, New Hampshire |
|  | Wikizvor ima izvorni tekst Concord, New Hampshire                    |
|  | Wikizvor ima izvorna djela autora: Concord, New Hampshire            |
|  | Wječnik ima rječničku natuknicu Concord, New Hampshire               |
|  | Wikiknjige imaju gradivo o temi Concord, New Hampshire               |
|  | Wikicitati imaju zbirke citata o temi Concord, New Hampshire         |

- Službene internet stranice grada Concorda